# Portugal en los Juegos Europeos
Portugal en los Juegos Europeos está representado por el Comité Olímpico de Portugal, miembro de los Comités Olímpicos Europeos. Ha obtenido un total de 41 medallas: 9 de oro, 17 de plata y 15 de bronce.

## Medalleros

### Por edición
| Evento        | Oro | Plata | Bronce | Total |
| ------------- | --- | ----- | ------ | ----- |
| Bakú 2015     | 3   | 4     | 3      | 10    |
| Minsk 2019    | 3   | 6     | 6      | 15    |
| Cracovia 2023 | 3   | 7     | 6      | 16    |
| TOTAL         | 9   | 17    | 15     | 41    |

### Por deporte
| Evento        | Oro | Plata | Bronce | Total |
| ------------- | --- | ----- | ------ | ----- |
| Atletismo     | 2   | 2     | 1      | 5     |
| Ciclismo      | 0   | 1     | 0      | 1     |
| Esgrima       | 0   | 1     | 0      | 1     |
| Fútbol playa  | 1   | 0     | 2      | 3     |
| Gimnasia      | 0   | 2     | 3      | 5     |
| Judo          | 1   | 1     | 1      | 3     |
| Karate        | 0   | 0     | 2      | 2     |
| Muay thai     | 0   | 2     | 0      | 2     |
| Pádel         | 0   | 0     | 1      | 1     |
| Piragüismo    | 2   | 5     | 1      | 8     |
| Taekwondo     | 1   | 0     | 1      | 2     |
| Tenis de mesa | 2   | 1     | 2      | 5     |
| Tiro          | 0   | 1     | 1      | 2     |
| Triatlón      | 0   | 1     | 0      | 1     |
| TOTAL         | 9   | 17    | 15     | 41    |